# Anteros carus
Anteros carus är en fjärilsart som beskrevs av Frederick DuCane Godman 1903. Anteros carus ingår i släktet Anteros och familjen Riodinidae. Inga underarter finns listade i Catalogue of Life.